# Симулятор танка
Симулятор танка — це жанр відеоігор, основою ігрового процесу якого є керування танками. Він відноситься до симуляторів техніки.

## Історія

Battle City

### Зародження
Початок жанру поклала гра Battle City. Там гравець, керуючи танком, повинен знищувати танки супротивника. Гра налічує 35 рівнів, що різняться за своєю складністю. Ігрове поле налічує 13 блоків по вертикалі і по горизонталі. Кожен рівень будується з різних по властивостям матеріалів. Найросповсюдженішим є цегляний блок, який на відміну від інших руйнується снарядами. Залізні блоки можна зруйнувати лише маючи бонус з 3-х зібраних зірочок. Також існують блоки води, кущів та льоду. Вода не дозволяє танкам проїхати, але для снарядів це не перешкода. Кущі заважають візуально і лише гравцеві. На льоду, якщо віджати всі клавіші керування, танк деяку відстань буде ковзати. Бонуси виникають у випадку, коли підбито ворожий танк, що моргає червоним. Це бонусний танк — їх на рвні може бути від декількох до всіх 20. Бонус зірка покращує можливості танка. Перша зірка подовжує дуло, що дозволяє стріляти швидше; друга зірка дозволяє стріляти частіше; третя — дає можливість руйнувати не тільки цеглу, а й залізні блоки. Бонус годинник зупиняє танки противника на деякий час. Бонус граната знищує всі ворожі танки. Бонус лопата захищає штаб на деякий час. Бонус у вигляді танка додає життів.

### Сучасність

World of Tanks

У 2010 році відбувся реліз головного танкового симулятору сучасності - World of Tanks. Ігровий процес там базується на битві двох випадково підібраних команд по 15 гравців — при цьому в одній команді можуть поєднуватися танки різних націй і років випуску, реальні танки і експериментальні моделі. Умови перемоги в битві — повне знищення команди супротивника або захоплення його бази, для чого один або кілька танків повинні знаходитися у зазначеній зоні деякий час, не отримуючи при цьому пошкоджень. З оновленням клієнту гри до версії 7.4 були введені режими «Штурм» (одна з команд повинна, відбивши атаку супротивника, утримати задану точку) і «Зустрічний бій» (команди намагаються захопити єдиний на карті контрольний пункт).
World of Tanks стала одною з кіберспортивних дисциплін.

## Найвизначніші ігри
- World of Tanks
- Танки Онлайн
- Battle City
- Armored Warfare: Проект Армата